# José Castulo Zeledón
José Castulo Zeledón (24 de març de 1846 - 16 de juliol de 1923) va ser un ornitòleg costa-riqueny.
Era fill de Manuel Zeledón, governador de la província de San José. Va començar a interessar-se en les aus ja de petit i va aprendre ornitologia amb el metge i naturalista Alexander von Frantzius, mentre va treballar a la seva farmàcia a San José.
Zeledon va començar col·leccionant ocells locals, i els espècimens eren enviats després a Jean Cabanis, del Museu de Berlín.
L'any 1868 Frantzius va tornar a Alemanya, i va portar a Zeledon a Washington, on aquest va conèixer a Spencer Fullerton Baird, i es va convertir en el seu ajudant en l'Institut Smithsonià. Va ser allà on va iniciar una amistat que duraria tota la vida amb Robert Ridgway. L'any 1872 va tornar a Costa Rica com a zoòleg de l'expedició dirigida per William More Gabb. Durant la mateixa Zeledon va realitzar la primera col·lecció d'aus de la Serralada de Talamanca.
Zeledón va reprendre la farmàcia de Frantzius, la qual cosa li va generar riquesa. Va continuar col·leccionant aus en el seu temps lliure, i donant les seves col·leccions al Museu Nacional de Costa Rica, fundat principalment gràcies als seus esforços. La col·lecció és la principal contribució de Zeledon a l'ornitologia: contenia moltes espècies noves, en la seva majoria descrites per uns altres. També es va destacar per assistir a altres ornitòlegs durant les seves excursions a Costa Rica.
Zeledón és recordat en diversos noms binomials d'aus, entre elles Zeledonia coronata i Phyllomyias zeledoni.